# Johann Georg Dorfmeister

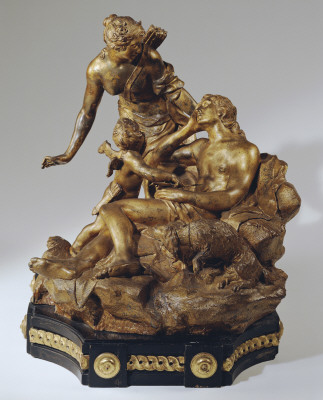
Johann Georg Dorfmeister: Luna und Endymion, 1765 (Wien, Belvedere)

Johann Georg Dorfmeister (* 22. September 1736 in Wien; † 21. September 1786 in Saska, Banat) war ein österreichischer Bildhauer des Spätbarock.

## Leben
Er wuchs unter Obhut seiner Eltern Johann Christof Georg Dorfmeister (1705–1789) und Elisabeth Josefa, geb. Millner in Wien auf und war das vierte von fünf Kindern. Sein älterer Bruder (das erste Kind) war Stephan Dorfmeister, ein Maler des österreichischen Spätbarocks. Am 13. August 1765 heiratete Johann Maria Anna von Widmann (* 28. Juli 1745 in Wien; † 6. November 1806 ebenda) und hatte mit ihr vierzehn Kinder.
1754 wurde er mit achtzehn Jahren Lehrling bei seinem Schwager, dem Bildhauer J. G. Leithner. In dieser Zeit besuchte er in den Abendstunden die Wiener Akademie, wo er sich vor allem in der Bildhauer- und Bossirkunst weiterbildete. Nach Ende der Lehrzeit wurde er von 1757 bis 1760 Schüler von Balthasar Ferdinand Moll, der ihn in der Metallarbeit unterrichtete. 1765 wurde Dorfmeister Mitglied der Akademie, erhielt selbst aber keine Professur.
1922 wurde die Dorfmeistergasse in Wien-Meidling nach dem Künstler benannt.

## Bedeutung
Johann Georg Dorfmeister war einer der bedeutendsten Bildhauer der zweiten Hälfte des 18. Jahrhunderts in Österreich. Ursprünglich beeinflusst von Georg Raphael Donner, passte er sich auf Grund der Konkurrenz von Franz Anton von Zauner und Johann Fischer teilweise dem neuen Stil des Klassizismus an, ohne sich aber wirklich vom Barock zu lösen. Nachdem er 1760 an einem Memorial aus Anlass der Vermählung von Kaiser Joseph II. mit Maria Isabella von Parma gearbeitet hatte, wurde er in der Folge häufig beschäftigt. In erster Linie schuf Dorfmeister Plastiken für Kirchen, aber auch Bauplastiken für den Hof. Werke von ihm befinden sich in der Dominikanerkirche, in der Laimgrubener und Mariahilfer Kirche, dem Barnabitenkloster, in der Hofbibliothek, im Theresianum und im Palais Esterházy (alle in Wien) sowie in der Wallfahrtskirche Maria Taferl in Niederösterreich.

## Werke
- Memorial: Apollo empfiehlt Minerva den Genius der Kunst (Wien, Belvedere, Inv. Nr. 1778), um 1761, Alabastermarmor, 45 cm
- Luna und Endymion (Wien, Österreichische Galerie, Inv. Nr. 3145), 1765, bronziertes Blei, 36 cm
- Burg Buda in Budapest: König Sigismund in Ausrüstung; Altar in der Schlosskapelle Altar; 1772
- Mariahilfer Kirche Wien, Plastiken am Kreuzaltar, am Paulusaltar und Tabernakelaufbau (nach 1770)
- Figuren für den Bischofspalast in Steinamanger, 1778
- Maria Taferl; Pfarrkirche zur Schmerzhaften Muttergottes: Ausstattung der beiden großen Seitenaltäre (siehe Werksgalerie), 1779 bis 1781 mit den Figuren Moses, Joachim, Abraham, Isaak, Maria und Anna
- Giebelkrönung am Südpavillon des Theresianums, Wien
- Figuren für die Familiengruft der Grassalkovich; 1780

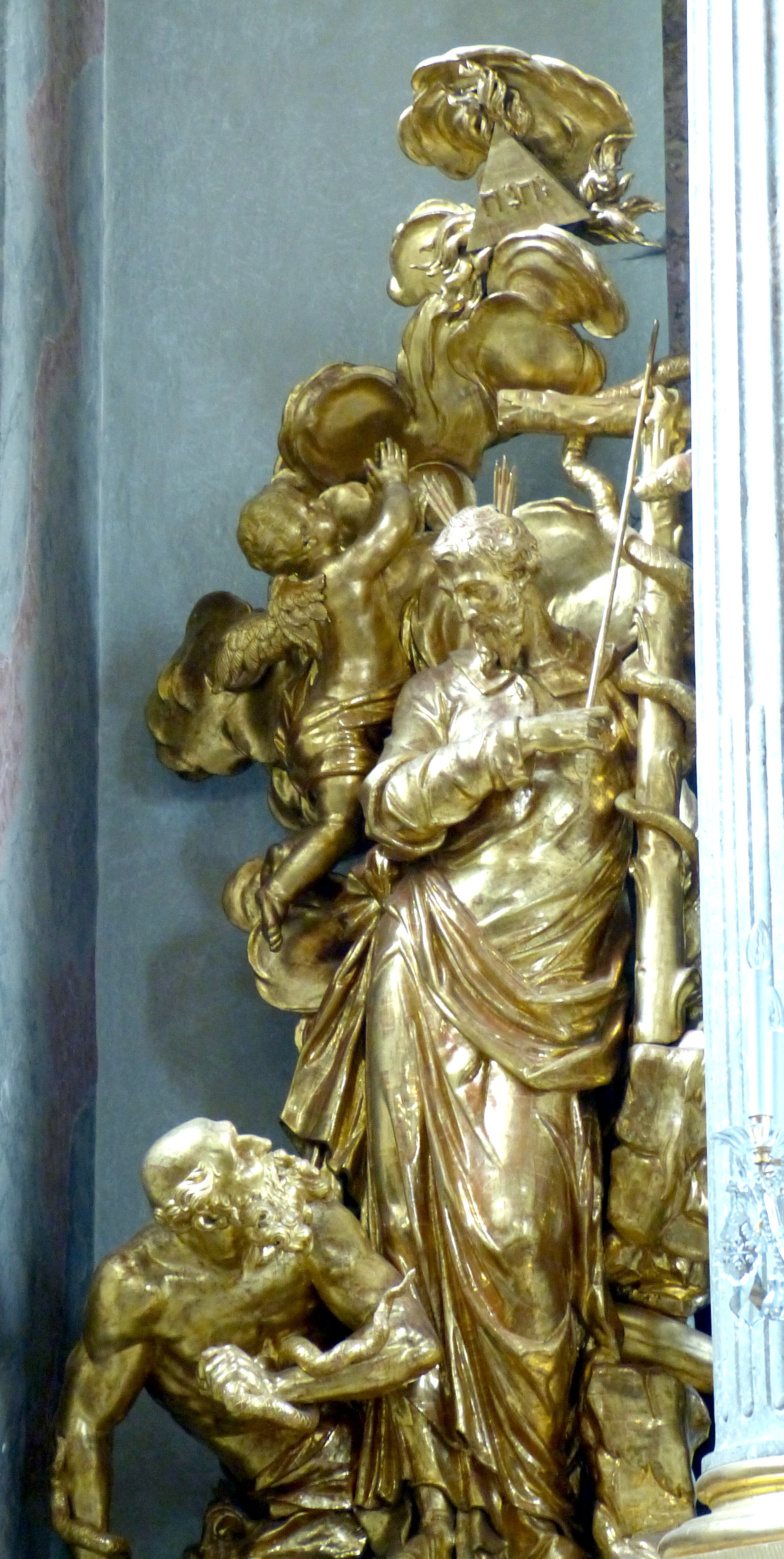
Maria Taferl – Kreuzaltar: Moses
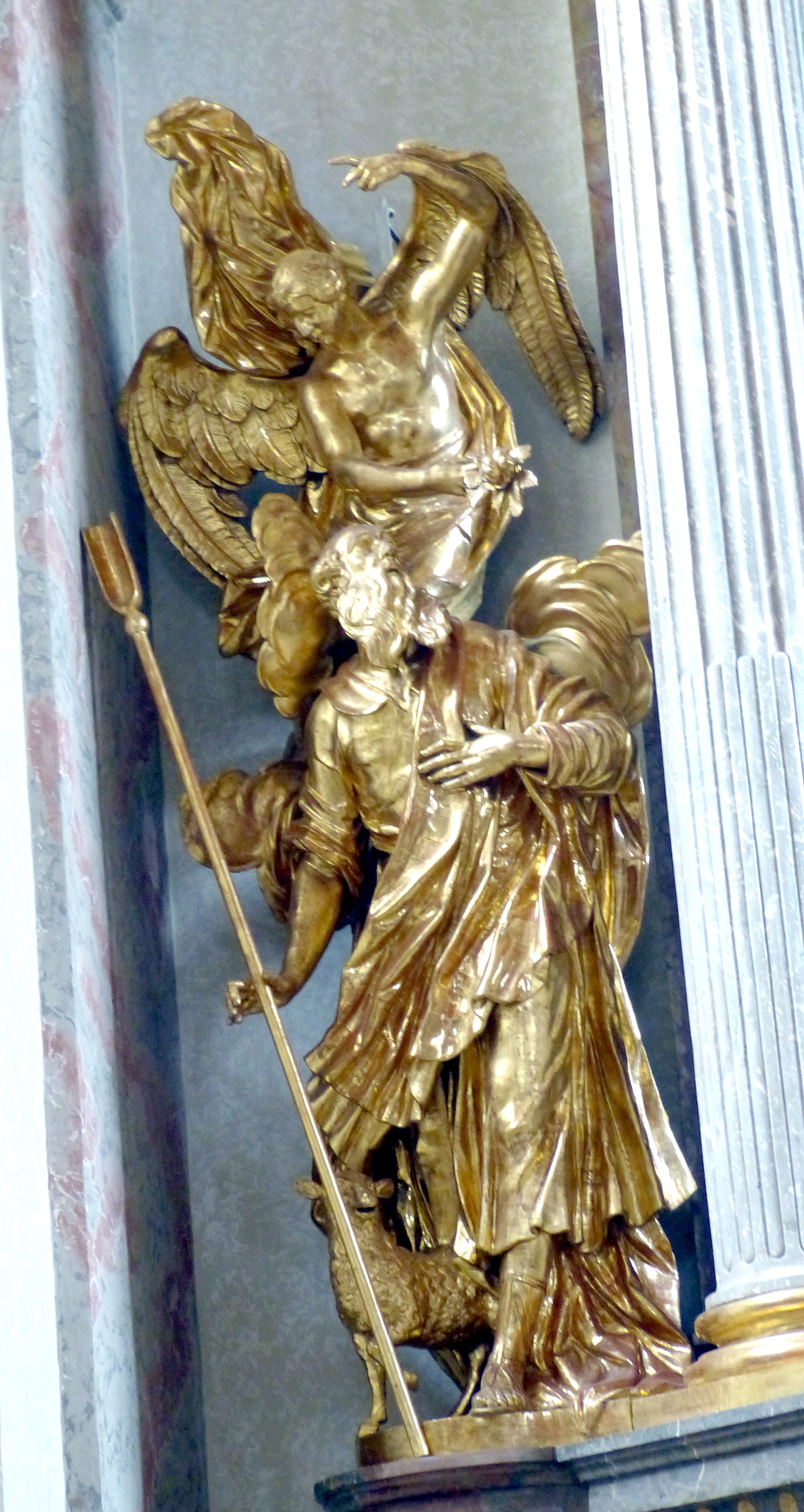
Maria Taferl – Josefi-Altar: König Joachim
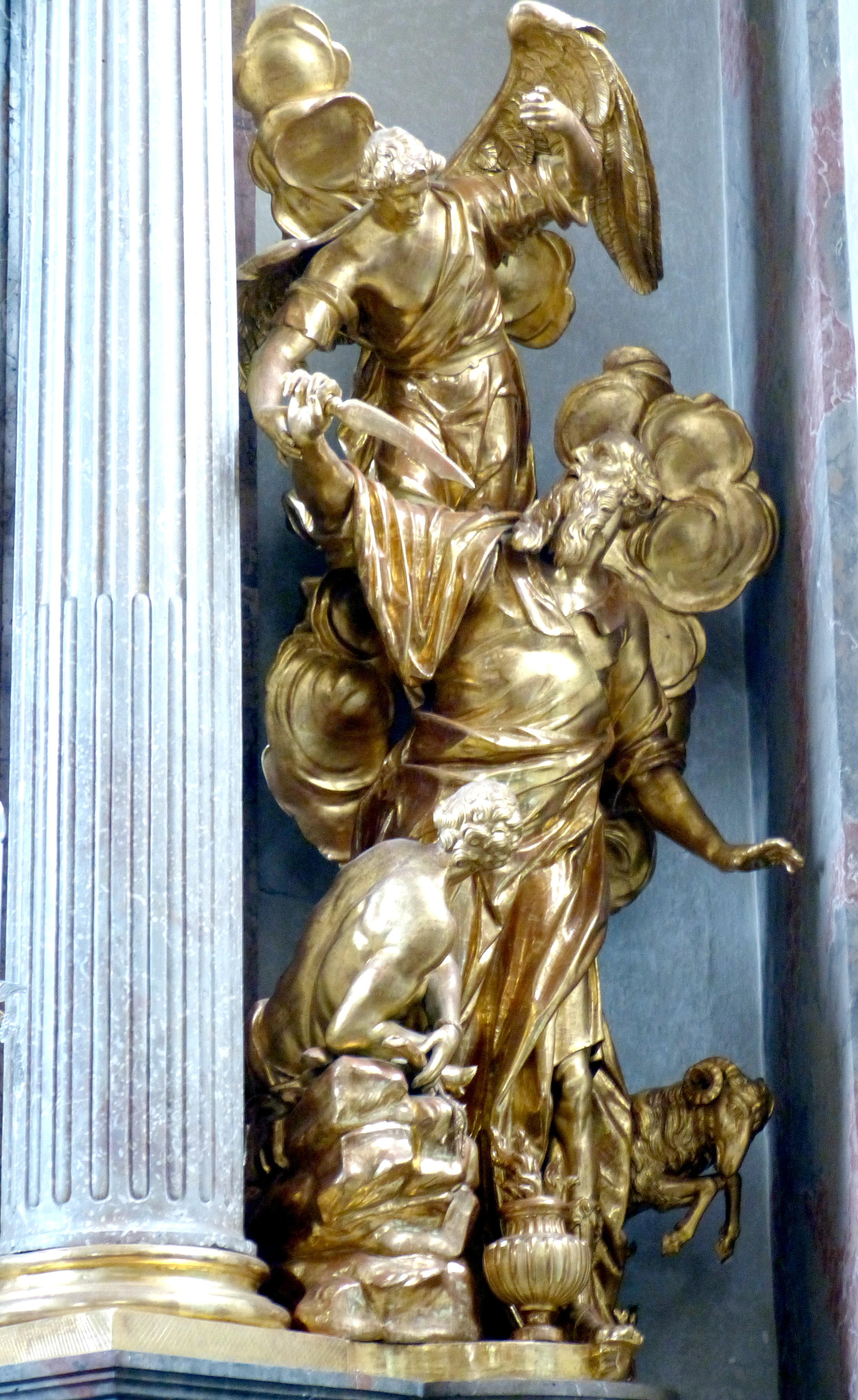
Maria Taferl – Kreuzaltar: Abraham
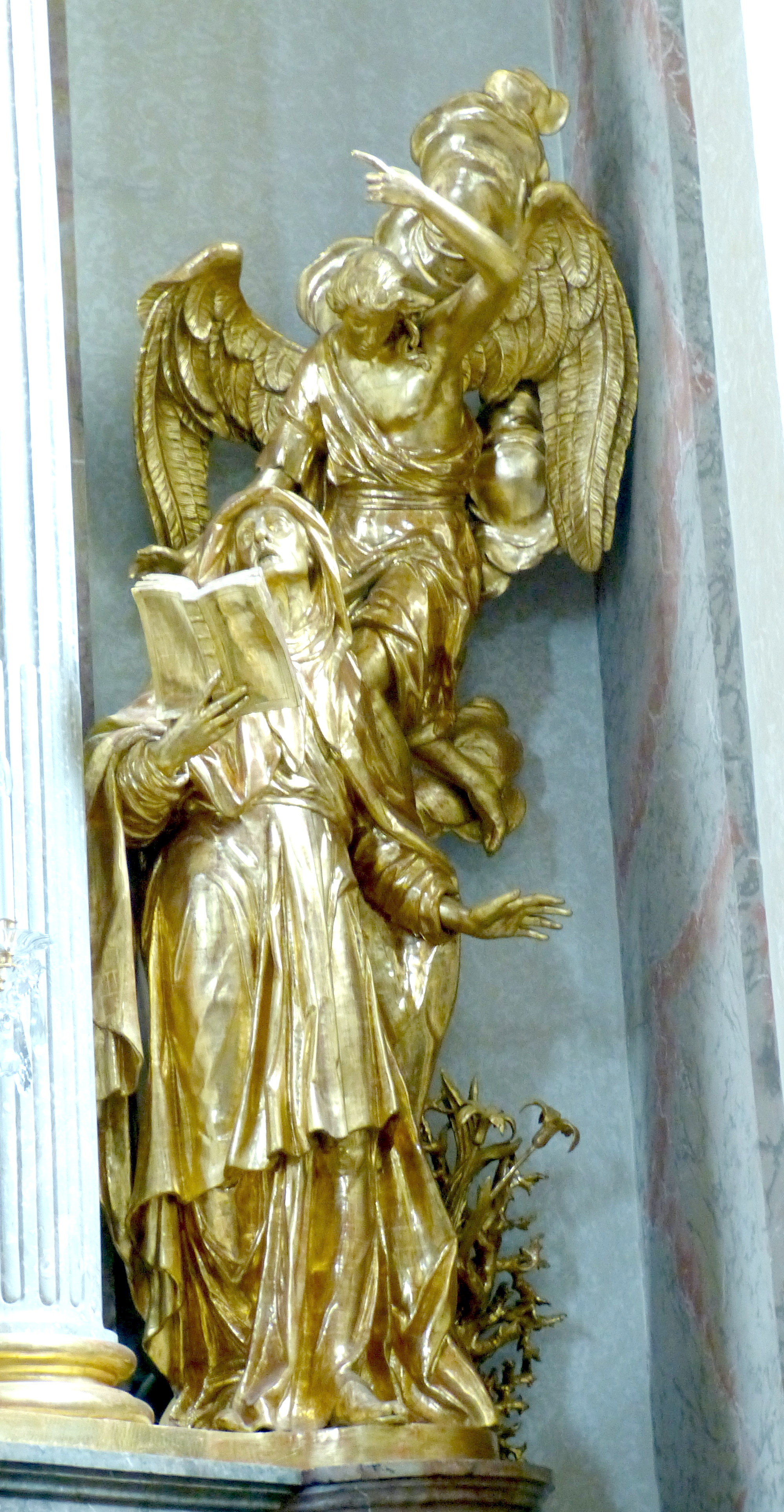
Maria Taferl – Josefi-Altar: Die Heilige Anna
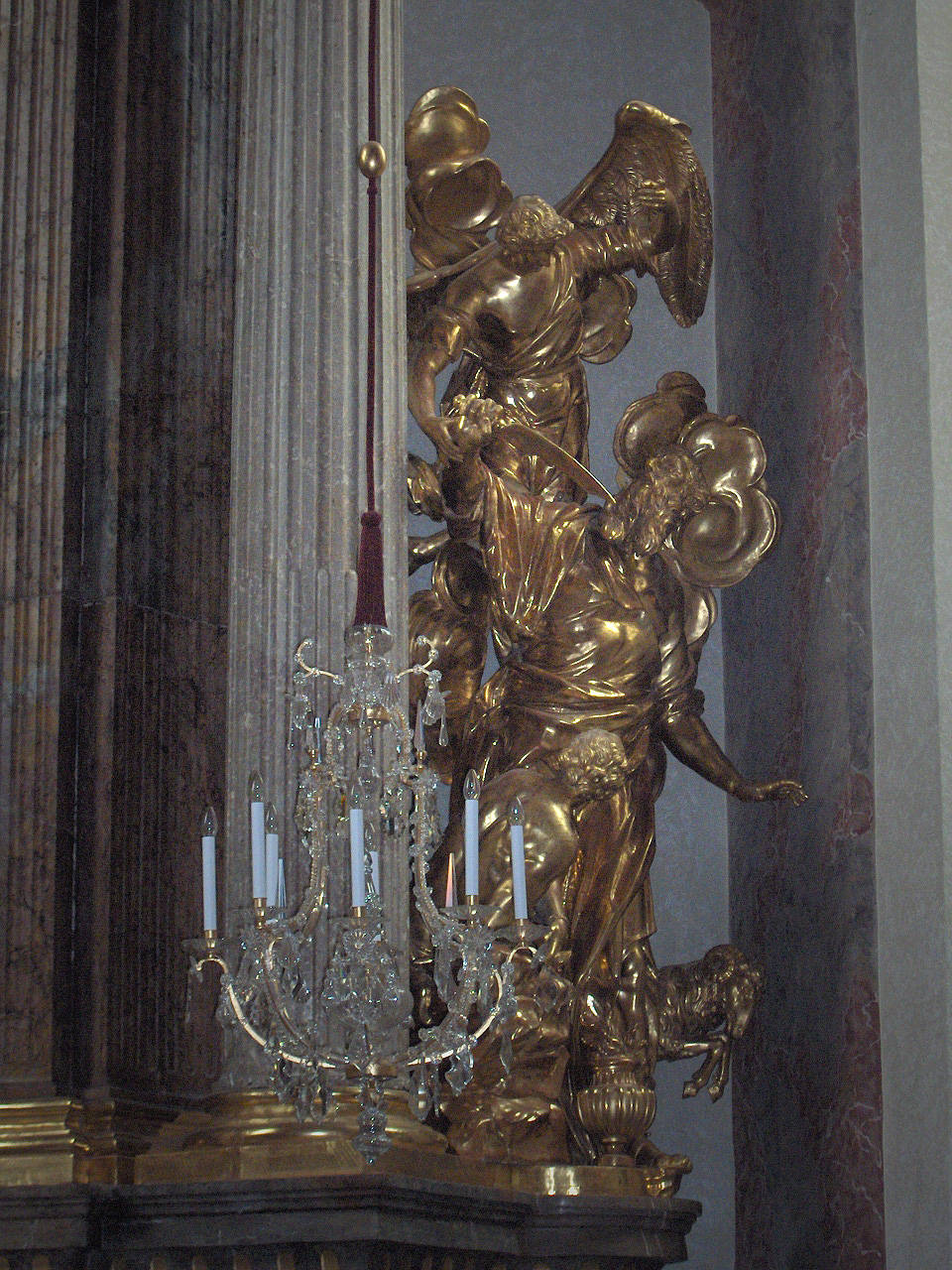
Maria Taferl – Die Opferung des Isaaks